# 1939
1939. је била проста година.

## Догађаји

### Март
- 15. март — Пошто је, под претњом напада и уништења Прага, председник Емил Хаха у Берлину потписао акт о предаји земље Нацистичкој Немачкој, немачке трупе су окупирале Чехословачку.
- 23. март — Мађарско ратно ваздухопловство је напало штаб Словачког ратног ваздухопловства, чиме је започело Словачко-мађарски рат.
- 28. март — Републиканска војска је у Шпанском грађанском рату предала Мадрид снагама генерала Франка.

### Април
- 1. април — Генералисимус Франсиско Франко је означио крај Шпанског грађанског рата након предаје последњих републиканских снага.
- 7. април — Италијанске трупе искрцале се на обале Албаније и за пет дана окупирале земљу.

### Мај
- 22. мај — Јоахим фон Рибентроп и Галеацо Ћано су потписали „Челични пакт“ о десетогодишњем војном и политичком савезу Немачке и Италије.

### Јун
- 7. јун — Краљ Џорџ VI и краљица Елизабета дошли су у посету САД, што је била прва посета британског монарха овој земљи.

### Август
- 2. август — Ајнштајн–Силардово писмо председнику Рузвелту након што је у Немачкој откривена нуклеарна фисија, САД би морале истражити производњу атомске бомбе (зачетак Пројекта Менхетн).
- 12. август — Претпремијера "Чаробњака из Оза" у Висконсину (у Холивуду три дана касније).
- 19. август — Током преговора са Совјетима, Хитлер наређује Кригсмаринеу да започне операције Фал Вајс, плана инвазије на Пољску.
- 20. август — Совјетско-јапански погранични сукоби: одлучујућа Жуковљева совјетска офанзива код Халхин Гола.
- 23. август — Министри иностраних послова Немачке и СССР Јоахим фон Рибентроп и Вјачеслав Михајлович Молотов потписали су у Москви споразум о ненападању и тајни додатак о подели интересних сфера у источној Европи.
- 24. август — На Брду код Крања званично саопштење о споразуму Цветковић—Мачек (након чега Цветковић даје оставку и одмах добија мандат за састав нове владе).

+ Ванредно заседање британског парламента: донесен Акт о ратним овлашћењима, Морнарица у ратној готовости. Истог дана британским и француским грађанима у Немачкој речено да се врате кући.
- 25. август — Хитлер одлаже напад на Пољску за пет дана (они који нису обавештени, накратко почели напад сутрадан ујутру).
- 26. август — Споразум Цветковић—Мачек; формирана Бановина Хрватска, од Савске и Приморске бановине и још неколико срезова. На Бледу формирана нова влада чији је председник опет Драгиша Цветковић а потпредседник Влатко Мачек (и још 4 министра из ХСС) Милан Недић министар војске и морнарице. Распуштени су Народна скупштина и Сенат и укинут изборни закон — повратак демократије. (против Споразума су усташе, десница ХСС, већина српских политичара, војска, СПЦ и муслимани)
- 27. август — Први лет Хајнкел He 178, првог турбомлазног авиона.
- 31. август — Немачка је извела лажни напад на радио-станицу у Глајвицу, што јој је послужило као изговор да следећег дана нападне Пољску и започне Други светски рат у Европи.

### Септембар
- 1. септембар — Немачка је без објаве рата напала Пољску и тиме започела Други светски рат.
- 3. септембар — Уједињено Краљевство и Француска објављују рат Немачкој.
- 3. септембар — Немачка подморница У-30 је торпедовала и потопила британски путнички прекоокеански брод СС Атенија, усмртивши 117 особа.
- 3. септембар — Велика награда Београда 1939. на кружној стази око Калемегдана за Краљев пехар; први је Италијан Тацио Нуволари, други Немац Манфред фон Браухич (синовац генерала Валтера), четврти Бошко Миленковић. Процењених 75.000 гледалаца.
- 3. —  4. септембар — Крвава недеља у Бидгошчу, пољском граду са великом немачком мањином, између 3. и 4. септембра 1939, током немачке инвазије на Пољску.
- 5. септембар — САД прогласиле своју неутралност у рату
- 7. септембар — Румунија проглашава неутралност.
- 8. септембар — Немачке претходнице стигле у близину Варшаве.
- 15. септембар — Варшава опкољена.

+ Бугарска проглашава неутралност.
+ Поринут брод „Козара“, најстарије пловило речне флотиле Војске Србије.
+ Крећу емисије југословенске редакције BBC-ја.
- 16. септембар — Примирје у сукобу између Совјета (и монголских савезника) и Јапанаца.
- 17. септембар — Совјетска Црвена армија ушла у Пољску са истока, запосела крајеве западне Белорусије и Украјине и заробила 217.000 Пољака.
- 17. септембар — Носач авиона ХМС Курејџос британске Краљевске морнарице је у Западним прилазима торпедовала и потопила немачка подморница У-29, уз губитак живота 519 чланова посаде.
- 21. септембар — Припадници фашистичке паравојне организације Гвоздена гарда су убили румунског премијера Арманда Калинескуа..
- 28. септембар — Пад Варшаве.

### Октобар
- 8. октобар — Немачка анектирала западну Пољску.
- 11. октобар — Амерички председник Френклин Рузвелт одобрио почетак пројекта Менхетн, пројект израде атомске бомбе.
- 14. октобар — Више од 800 британских морнара погинуло када је немачка подморница У 47 упловила у британску ратну луку Скапа Флоу и торпедима потопила бојни брод ХМС Ројал Оук.
- 19. октобар — Турска, Француска и Уједињено Краљевство потписали споразум у Анкари о узајамној помоћи уколико их нека европска сила нападне на Медитерану.

+ Главни генералштаб ЈКВ предлаже формирање концентрационих логора за комунисте и њихове помагаче.
- 20. октобар — Summi Pontificatus, прва већа енциклика папе Пија XII, осуђује расизам, тоталитаризам, тражи обнову Пољске (сматра се нападом на нацистички режим).
- 25. октобар — Наредба министарства војске и морнарице о сузбијању комунистичке активности у војсци.

### Новембар
- 4. новембар — На предлог председника Френклина Рузвелта, амерички Конгрес је донео закон Плати па носи о продаји ратног материјала.

### Децембар
- 13. децембар — У првој великој поморској бици у Другом светском рату британске крстарице „Ексетер”, „Ајакс” и „Ахил” код залива Ла Плата у Атлантском океану тешко оштетиле и онеспособиле немачки бојни брод „Граф Шпе”.
- 14. децембар — Друштво народа је искључило СССР због агресије на Финску.
- 14. децембар — У сукобима током демонстрације радника и студената Београдског универзитета са полицијом и жандармеријом у Београду убијено је 9 особа.

## Рођења

### Јануар
- 6. јануар — Валериј Лобановски, украјински фудбалер и фудбалски тренер (прем. 2002)
- 26. јануар — Скот Глен, амерички глумац
- 29. јануар — Џермејн Грир, аустралијска књижевница и интелектуалка
- 30. јануар — Јован Миладиновић, српски фудбалер и фудбалски тренер (прем. 1982)

### Фебруар
- 12. фебруар — Реј Манзарек, амерички музичар, музички продуцент, редитељ и писац, најпознатији као суоснивач и клавијатуриста групе The Doors (прем. 2013)
- 22. фебруар — Светозар Стијовић, српски лингвиста (прем. 2000)
- 27. фебруар — Кензо Такада, јапански модни креатор (прем. 2020)

### Март
- 5. март — Саманта Егар, енглеско-америчка глумица
- 7. март — Душан Маравић, српски фудбалер (прем. 2025)
- 17. март — Ђовани Трапатони, италијански фудбалер и фудбалски тренер
- 27. март — Беба Селимовић, босанскохерцеговачка певачица (прем. 2020)
- 29. март — Теренс Хил, италијански глумац, редитељ и продуцент

### Април
- 1. април — Али Макгро, америчка глумица, модел, списатељица и активисткиња за права животиња
- 2. април — Марвин Геј, амерички музичар и музички продуцент (прем. 1984)
- 2. април — Јован Ристић, српски редитељ (прем. 2013)
- 2. април — Живан Сарамандић, српски оперски певач (прем. 2012)
- 7. април — Франсис Форд Копола, амерички редитељ, сценариста, продуцент и композитор
- 13. април — Пол Сорвино, амерички глумац, редитељ, оперски певач, писац, вајар и предузетник (прем. 2022)
- 13. април — Шејмус Хини, ирски песник, драматург и преводилац, добитник Нобелове награде за књижевност (1995) (прем. 2013)
- 16. април — Борис Дворник, хрватски глумац, редитељ и сценариста (прем. 2008)
- 25. април — Тарчизио Бурњич, италијански фудбалер и фудбалски тренер (прем. 2021)

### Мај
- 5. мај — Јован Зебић, српски политичар и економиста (прем. 2007)
- 9. мај — Ђоко Вјештица, српски новинар и радијски водитељ (прем. 2008)
- 10. мај — Ивица Видовић, хрватски глумац (прем. 2011)
- 13. мај — Харви Кајтел, амерички глумац и продуцент
- 18. мај — Силвана Арменулић, југословенска певачица и глумица (прем. 1976)
- 19. мај — Џејмс Фокс, енглески глумац
- 25. мај — Дикси Картер, америчка глумица и певачица (прем. 2010)
- 25. мај — Ијан Макелен, енглески глумац

### Јун
- 29. јун — Амарилдо, бразилски фудбалер

### Јул
- 1. јул — Карен Блек, америчка глумица, сценаристкиња и музичарка (прем. 2013)
- 3. јул — Љубивоје Ршумовић, српски песник
- 5. јул — Павел Морозенко, совјетски и руски глумац (прем. 1991)
- 9. јул — Слободан Станишић, српски писац
- 30. јул — Питер Богданович, амерички редитељ, сценариста, глумац, продуцент, критичар и историчар филма (прем. 2022)

### Август
- 2. август — Вес Крејвен, амерички редитељ, сценариста, продуцент, глумац и писац (прем. 2015)
- 5. август — Ратомир Вићентић, српски кошаркаш (прем. 2009)
- 9. август — Романо Проди, италијански политичар
- 19. август — Џинџер Бејкер, енглески музичар, најпознатији као суоснивач и бубњар супергрупе Cream (прем. 2019)
- 23. август — Милан Влајчић, српски новинар, књижевник и књижевни и филмски критичар (прем. 2022)
- 27. август — Никола Пилић, југословенски и хрватски тенисер и тениски тренер
- 29. август — Џон Бардон, енглески глумац (прем. 2014)
- 29. август — Џоел Шумахер, амерички редитељ, сценариста и продуцент (прем. 2020)

### Септембар
- 5. септембар — Вилијам Девејн, амерички глумац
- 5. септембар — Џорџ Лејзенби, аустралијски глумац и модел
- 13. септембар — Борислав Микелић, српски привредник и политичар, председник Владе Републике Српске Крајине (1994—1995) (прем. 2018)
- 20. септембар — Небојша Попов, српски социолог (прем. 2016)
- 29. септембар — Фикрет Абдић, босанскохерцеговачки привредник и политичар

### Октобар
- 3. октобар — Велибор Васовић, српски фудбалер и фудбалски тренер (прем. 2002)
- 11. октобар — Марија Буено, бразилска тенисерка (прем. 2018)
- 14. октобар — Ралф Лорен, амерички модни дизајнер, филантроп и предузетник
- 16. октобар — Амансио Амаро, шпански фудбалер и фудбалски тренер (прем. 2023)
- 18. октобар — Ли Харви Освалд, амерички маринац који је осумњичен за атентат на Џона Кенедија (прем. 1963)
- 22. октобар — Тони Робертс, амерички глумац (прем. 2025)
- 24. октобар — Ф. Мари Абрахам, амерички глумац
- 27. октобар — Џон Клиз, енглески глумац, писац, комичар, продуцент и певач
- 30. октобар — Грејс Слик, америчка музичарка и уметница, најпознатија као певачица група ,  и

### Новембар
- 2. новембар — Енрико Албертози, италијански фудбалски голман
- 5. новембар — Драгиша Станковић Челик, југословенски и српски боксер (прем. 2015)
- 15. новембар — Јафет Кото, амерички глумац (прем. 2021)
- 16. новембар — Милош Жутић, српски глумац (прем. 1993)
- 18. новембар — Маргарет Атвуд, канадска песникиња, списатељица, књижевна критичарка, есејисткиња и еколошка активисткиња
- 20. новембар — Игор Мандић, хрватски књижевни критичар, новинар, есејиста, фељтониста и полемичар (прем. 2022)
- 26. новембар — Марк Марголис, амерички глумац (прем. 2023)
- 26. новембар — Тина Тарнер, америчка музичарка и глумица (прем. 2023)
- 29. новембар — Матија Бећковић, српски песник и писац

### Децембар
- 1. децембар — Ли Тревино, амерички голфер
- 8. децембар — Фахрудин Јусуфи, југословенски и српски фудбалер (прем. 2019)
- 8. децембар — Звездан Чебинац, српски фудбалер и фудбалски тренер (прем. 2012)
- 8. децембар — Срђан Чебинац, српски фудбалер
- 26. децембар — Фил Спектор, амерички музичар и музички продуцент (прем. 2021)

### Непознат датум
- Википедија:Непознат датум — Богомил Ђузел, македонски писац
- Википедија:Непознат датум — Душан Ђурић, српски глумац († 1969)

## Смрти

### Јануар
- 18. јануар — Драгиша Мишовић, српски лекар и комуниста. (*1898)
- 28. јануар — Вилијам Батлер Јејтс, ирски књижевник и Нобеловац. (*1865)

### Фебруар
- 10. фебруар — Пије XI, римски папа. (*1857)

### Март
- 2. март — Хауард Картер, енглески археолог

### Април
- 2. април — Валери Славек, пољски политичар. (*1879)
- 24. април — Луј Труселије, француски бициклиста. (*1881).

### Мај
- 25. мај — Френк Дајсон, енглески астроном. (*1868)

### Јун
- 4. јун — Павле Поповић, српски филолог и књижевник. (*1868)
- 29. јун — Мехмед Спахо, југослоенски муслимански политичар. (*1883)

### Јул
- 27. јул — Милица Јанковић, српска књижевница. (*1881)

### Септембар
- 23. септембар — Зигмунд Фројд, аустријски психолог. (*1856)

### Октобар
- 31. октобар — Албрехт, војвода од Виртемберга, виртембершки војвода и немачки фелдмаршал

### Новембар
- 28. новембар — Џејмс Нејсмит, творац кошарке. (*1861)
- 30. новембар — Бела Кун, мађарски политичар и револуционар

## Нобелове награде
- Физика — Ернест Орландо Лоренс
- Хемија — Адолф Фридрих Јохан Бутенант и Леополд Ружичка
- Медицина — Герхард Домак
- Књижевност — Франс Емил Силанпе
- Мир — Награда није додељена
- Економија — Награда у овој области почела је да се додељује 1969. године